# Vladimir Kren
Vladimir Kren (Vaška kod Slatine, 8. prosinca 1903. – Zagreb, 1948.) bio je hrvatski vojnik i političar, član ustaškog pokreta, časnik u vojskama Kraljevine Jugoslavije i Nezavisne Države Hrvatske, najpoznatiji kao zapovjednik Zrakoplovstva NDH.

## Životopis
Vladimir Kren rođen je 8.prosinca 1903. u mjestu Vaška kod Slatine.Otac mu je bio seoski učitelj Gustav Kren.
Vojnu akademiju je završio u Beogradu. Preko bratića Jure Vidaka održavao je kontakt sa Slavkom Kvaternikom i pristupio ustaškom pokretu u veljači 1941. g. U Ratnom zrakoplovstvu Kraljevine Jugoslavije imao je čin kapetana (satnika), sve dok nije prebjegao Nijemcima 1. travnja 1941. (po nekim izvorima 5. travnja). Sa sobom je odnio i planove jugoslavenskih zračnih postaja koje je predao Nijemcima. U novonastaloj Hrvatskoj postao je pukovnik Hrvatskog domobranstva. Zapovjednik Zrakoplovstva NDH postao je 19. travnja 1941. (imenovao ga je Ante Pavelić u Vjesniku naredaba)te ubrzo unaprijeđen u generala. Naredbom od 21. travnja 1941. pukovnik Vladimir Kren, kao zapovjednik Zapovjedništva zračnih snaga, donosi odluku o privremenom formacijskom sastavu novog roda oružanih snaga Hrvatske. Tom je naredbom hrvatsko zrakoplovstvo dobilo devet odsjeka: 
1. Zapovjedništvo zračnih snaga
2. Operativni odsjek – sastoji se od stožernog, nastavnog i propagandnog odsjeka
3. Personalni odsjek – sastoji se od pobočništva, osobnog i mobilizacijskog pododsjeka, te zapovjednog stana
4. Tehnički odsjek- zrakoplovno-materijalni i automobilski odsjek
5. Građevinski odsjek
6. Opskrbni odsjek – blagajna, knjigovodstvo, kontrolor
7. Sudski odsjek
8. Zrakoplovno-prometni odsjek – prometni, meteorološki i turistički odsjek
9. Sanitetski odsjek

Umirovljen je na vlastiti zahtjev 13. rujna 1943. ali ga je Ante Pavelić istodobno postavio za pukovnika Poglavnikovog tjelesnog zdruga. Pozvan je natrag na dužnost u lipnju 1944. g. Znao je za urotu Lorković-Vokić te upoznao Antu Vokića i Mladena Lorkovića s nekim zrakoplovnim časnicima. Služio je u Zrakoplovstvu NDH do propasti NDH u svibnju 1945. g. Povukao se u Austriju i Italiju. Godine 1947. Britanci su ga uhapsili u Genovi te izručili komunističkoj vlasti u Jugoslaviji gdje je osuđen za izdaju i smaknut 1948. g. Uz to su mu trajno oduzeta građanska prava te mu je trajno konfiscirana sva imovina.
U travnju 2010. Krenova unuka Jasna Mieržvinski je na Zagrebačkom županijskom sudu podnijela zahtjev za revizijom presude smatrajući da su Krenu kršena međunarodno priznata načela pravne države i demokratskog društva. 2011. sud je zahtjev za reviziju proglasio neosnovanim te ga je odbio.